# Carisolo
Carisolo és un municipi italià, dins de la província de Trento. L'any 2007 tenia 936 habitants. Limita amb els municipis de Caderzone, Giustino, Ossana, Pinzolo i Vermiglio.

## Administració
| Període | Identitat  | Partit        |
| ------- | ---------- | ------------- |
| 2005-   | Diego Tisi | Llista cívica |